# St. Marien (Magdeburg)

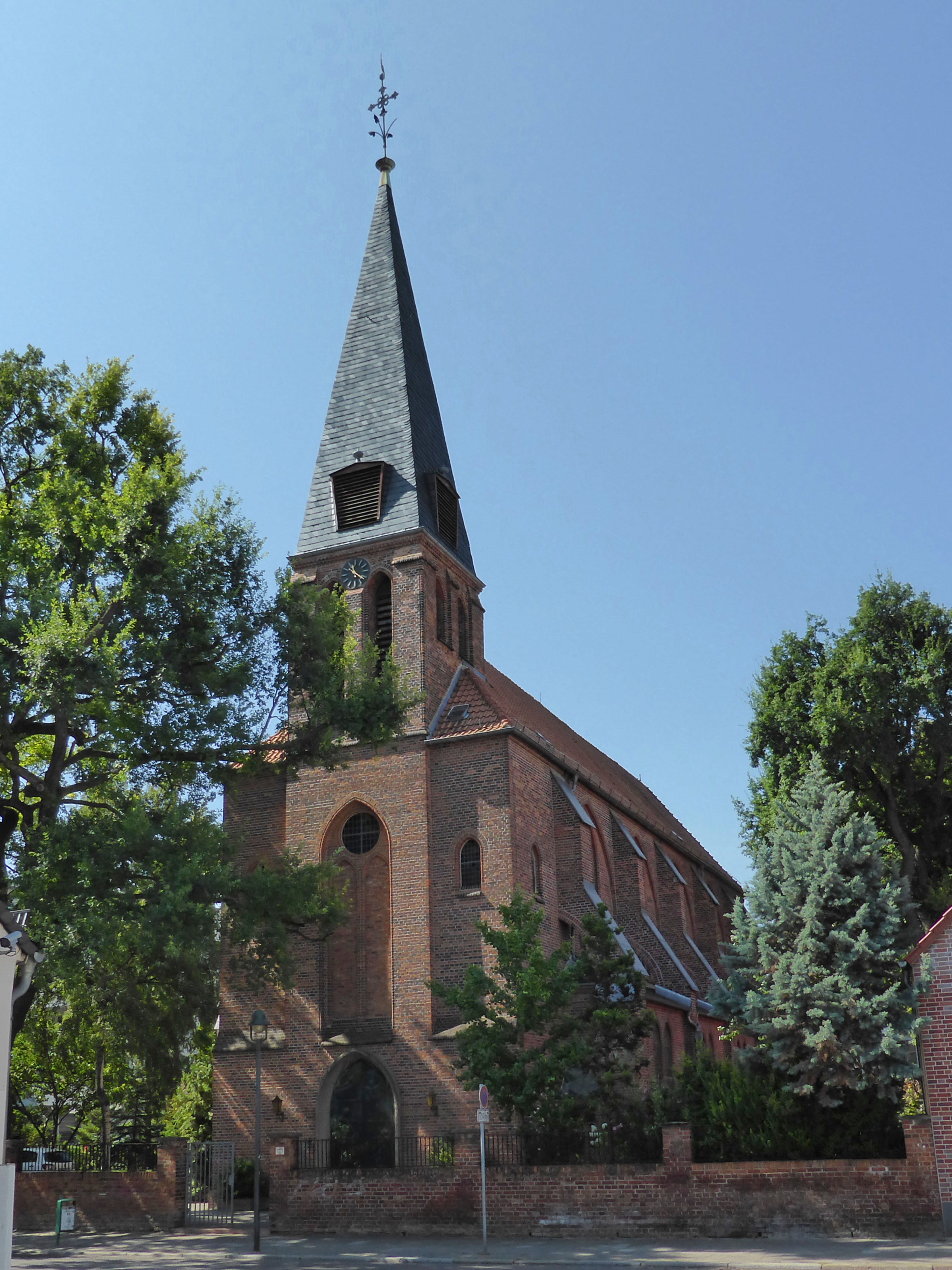
St.-Marien-Kirche

Die Kirche St. Marien ist die römisch-katholische Kirche in Sudenburg, einem Stadtteil von Magdeburg, der Landeshauptstadt von Sachsen-Anhalt. Sie gehört zur Pfarrei St. Maria, die ihren Sitz an der Kirche Maria Hilfe der Christen im Magdeburger Stadtteil Ottersleben hat, und zur Pastoralregion Magdeburg des Bistums Magdeburg. Die nach der heiligen Maria (Mutter Jesu) benannte Kirche an der Rottersdorfer Straße steht unter Denkmalschutz und gehört zu den Kulturdenkmalen in Sudenburg.

## Geschichte
Durch die Reformation wurden Sudenburg und die damalige St.-Ambrosius-Kirche 1544 lutherisch.
Nachdem sich im Zuge der Industrialisierung wieder Katholiken, überwiegend aus dem Eichsfeld und aus Oberschlesien, im evangelisch geprägten Sudenburg angesiedelt hatten, erfolgte 1845 in Sudenburg die Gründung einer katholischen Schule. Von etwa 1855 an fanden in der Schule auch katholische Werktagsgottesdienste statt. Zelebrant war der Kaplan der Magdeburger Altstadtpfarrei, zu der die Katholiken in Sudenburg bis zur Gründung der Missionspfarrei Sudenburg gehörten.
Am 14. Mai 1860 bekam Sudenburg mit Johannes Wilhelm Schröder erstmals einen ortsansässigen Seelsorger. Noch im selben Jahr wurde neben dem Klassenraum der katholischen Schule eine Kapelle eingerichtet, die am 26. August 1860 durch Propst Christoph Beckmann ihre Benediktion erhielt. 1861 folgte die Gründung des Missionspfarrei Sudenburg, zu der neben Sudenburg auch die Ortschaften Benneckenbeck, Groß-Ottersleben, Hohendodeleben, Klein-Ottersleben und Lemsdorf gehörten. Von 1861 an wurden in Sudenburg auch katholische Kirchenbücher geführt.
Am 13. Mai 1867 begann an der Morgenstraße, der heutigen Rottersdorfer Straße, der Bau der St.-Marien-Kirche, nachdem die bisherige Kapelle längst zu klein für die wachsende Gemeinde geworden war. Damals waren von den etwa 6500 Einwohnern Sudenburgs rund 1000 katholisch. Die Grundsteinlegung der Kirche folgte am 22. Juni 1867. Bereits am 8. Dezember desselben Jahres, dem Fest Mariä Empfängnis, dem Patrozinium der Kirche, nahm Propst Beckmann die Benediktion der Kirche vor. Im gleichen Jahr wurde Sudenburg nach Magdeburg eingemeindet. Die bischöfliche Kirchweihe vollzog erst anlässlich einer Firmung am 1. Juli 1872 Konrad Martin, Bischof des Bistums Paderborn, zu dem Sudenburg damals gehörte.
Am 24. Oktober 1897 erfolgte die Erhebung zur eigenständigen Pfarrei. In der Zeit des Nationalsozialismus wurde die katholische Schule Ostern 1939 von den staatlichen Machthabern aufgelöst. In den Jahren 1944 und 1945 wurden die Kirche durch Kriegseinwirkung erheblich beschädigt und die Orgel unbrauchbar. Die Beseitigung der Kriegsschäden dauerte bis 1947. Von 1957 bis 1959 war Theodor Hubrich, der später Weihbischof des Bischöflichen Amtes Magdeburg wurde, als Vikar an der Kirche tätig.
Am 28. Oktober 2007 wurde der die beiden Kirchengemeinden Ottersleben und Sudenburg umfassende Gemeindeverbund Magdeburg-Süd errichtet, der am 28. November 2010, dem 1. Sonntag im Advent, zur heutigen Pfarrei St. Maria zusammengeführt wurde.
Weitere katholische Einrichtungen im Einzugsgebiet der Kirche sind die Kindertagesstätte St. Marien und die Clearingstelle für unbegleitete minderjährige Flüchtlinge im Land Sachsen-Anhalt.

## Architektur und Ausstattung

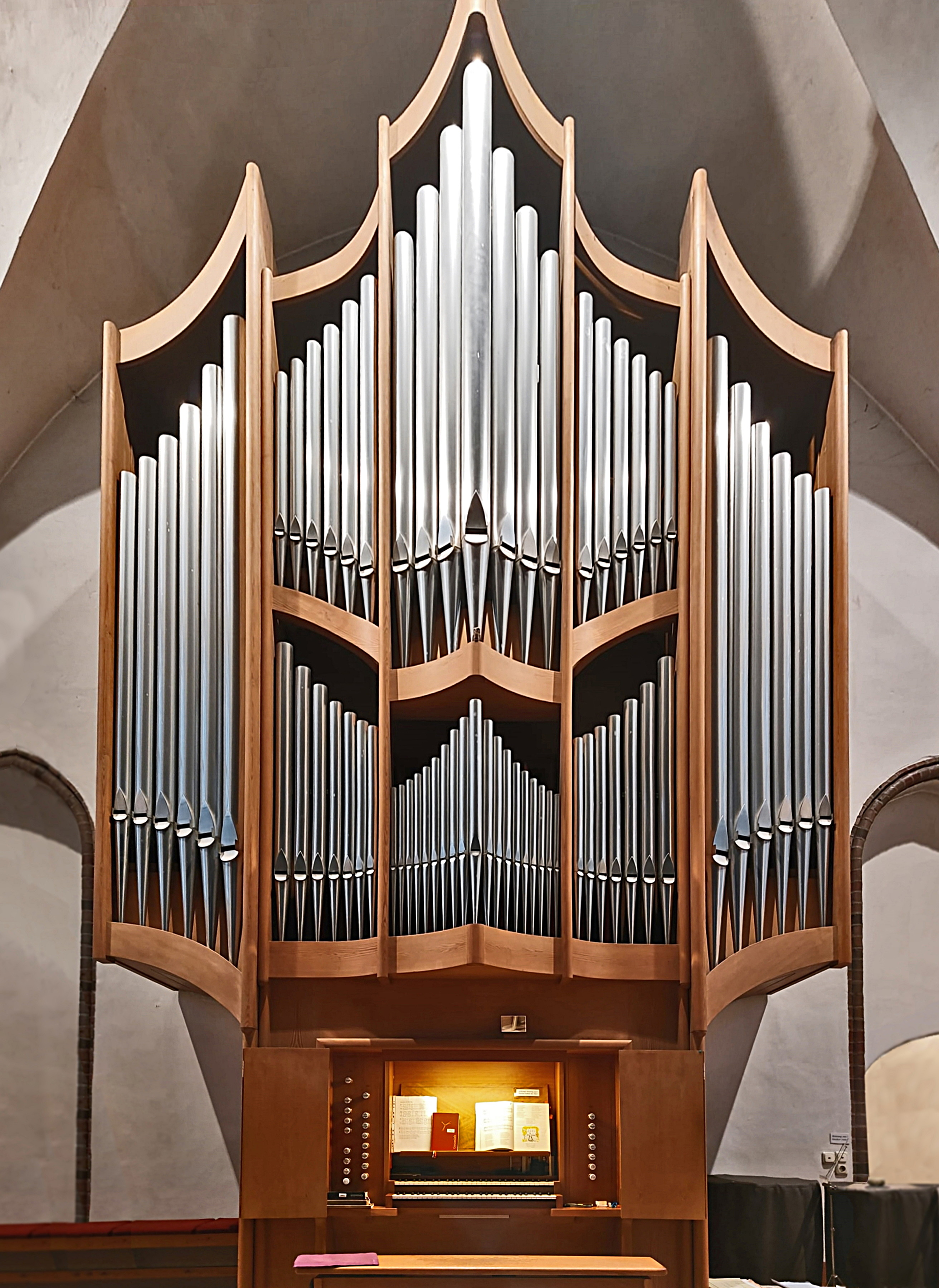
Eule-Orgel

Die Kirche wurde als dreischiffige Basilika im Stil der Neogotik nach Entwürfen des Paderborner Dombaumeisters Arnold Güldenpfennig erbaut. Die Kirchentür ist ein Werk von Hildegard Hendrichs.
1892 wurde das Opus 125 der Orgelbaufirma Wilhelm Rühlmann, eine Orgel mit zwei Manualen und 22 Registern, für 5046 Mark eingebaut. 1949 bekam die Kirche eine Orgel mit pneumatischer Traktur. Diese bestand großteils aus der ausgelagerten Orgel der St. Katharinen-Kirche Egeln, welche man mit reparierten Teilen der am 17. April 1945 zerstörten Orgel von St. Marien ergänzte. 1983 bestellte die Gemeinde bei VEB Eule-Orgelbau Bautzen eine neue Orgel, doch gab es Wartezeiten von bis zu 14 Jahren, da die DDR-Orgelbaufirmen vorrangig mit devisenbringenden Exportaufträgen beschäftigt waren. Zungenstimmen und ein geräuscharmer Gebläsemotor waren in der DDR nicht zu bekommen und wurden bereits 1984 von westdeutschen kirchlichen Stellen spendiert. Erst nach der Deutschen Wiedervereinigung konnte die Gemeinde die 1949 zusammengebastelte und störanfällige Orgel durch das neue Instrument, Opus 597 von Eule mit 19 Registern auf zwei Manualen und Pedal und 1330 Pfeifen, ersetzen. Es war 1983 mit 120.000 Mark veranschlagt, letztendlich kostete es 360.000 D-Mark. Die Orgelweihe nahm am 20. November 1993 Weihbischof Leo Nowak vor.